# Jorge Meza
Jorge Meza (Corrientes, 23 de octubre de 1977) es un abogado y político argentino perteneciente al Partido Nuevo. El 10 de diciembre de 2017 asumió su primer mandato como intendente de Caá Catí, cargo para el que fue reelecto en las elecciones de 2021 con mandato hasta fines de 2025.
Previamente se desempeñó como juez en la localidad de Ita Ibaté y como convencional constituyente y concejal de Caá Catí.

## Biografía
Jorge Omar Meza es el tercero y último de los hijos que tuvo el matrimonio de Víctor Américo Meza y Gladys Espíndola, ambos con trayectoria política en la localidad de Caá Catí y en la provincia litoraleña, siendo su padre dos veces intendente y luego diputado provincial primeramente por el Partido Autonomista (PA) y luego por el Partido Nuevo (PANU), y ella juez de paz en esa jurisdicción.
Realizó sus estudios universitarios de Derecho en la Universidad Nacional del Nordeste, carrera de la que egresó con el título de abogado en el año 2001.

## Carrera política y judicial

### Inicios
Fue convencional y vicepresidente segundo de la Convención Constituyente encargada de redactar la primera Carta Orgánica Municipal de Caá Catí en 2010, y en 2011 fue elegido concejal con mandato hasta 2015, año en el que fue reelecto para el cargo.
En el año 2013 se presentó como candidato a intendente encabezando la lista de la Alianza Encuentro por Caá Catí, integrada por el PANU y la Unión Cívica Radical (UCR), siendo su compañero de fórmula el médico Guillermo Kowal. En los comicios fue derrotado por el entonces viceintendente Eduardo Dualibe, quien llevaba como candidato a viceintendente al intendente en funciones, Ricardo Torres.
Como concejal no llegó a completar su primer mandato al tomarse licencia sin goce de haberes para asumir como Juez de Paz de la localidad de Ita Ibaté, tras ser designado en el cargo en noviembre de 2015. Por esa misma razón, el 10 de diciembre de 2015 asumió en su lugar la radical Mariel Méndez, quien lo había secundado en la nómina por la cual había obtenido la reelección.

### Intendente de Caá Catí
En el año 2017, tras presentar su renuncia como magistrado provincial, se postuló nuevamente como candidato a la intendencia de su ciudad natal, encabezando la Alianza Frente Guazú, integrada por el PANU, el Partido Justicialista (PJ), el PA, el Partido Liberal (PL), una facción disidente de la UCR y otras fuerzas menores.
.

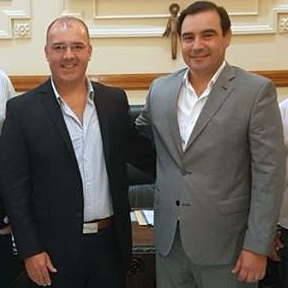
Jorge Meza junto al gobernador de Corrientes Gustavo Valdés

Acompañado en la fórmula por el peronista Héctor Báez, se consagró en las elecciones celebradas el 8 de octubre, imponiéndose a la lista del Partido Popular integrada por el ex intendente Ricardo Torres junto al concejal Eduardo Meza y a la nómina oficialista liderada por el intendente en ejercicio, Eduardo Dualibe, y la médica Lía Almirón, por lo que prestó juramento como Intendente y asumió en el cargo el 10 de diciembre de ese año.
| Gabinete del Intendente Jorge Meza (2017-2021)           | Gabinete del Intendente Jorge Meza (2017-2021) | Gabinete del Intendente Jorge Meza (2017-2021) | Gabinete del Intendente Jorge Meza (2017-2021) |
| -------------------------------------------------------- | ---------------------------------------------- | ---------------------------------------------- | ---------------------------------------------- |
| Cargo                                                    | Titular                                        | Partido                                        |                                                |
|                                                          |                                                |                                                |                                                |
| Jefatura de Gabinete                                     | Esc. Alejandro Milton Sonza                    | UCR                                            |                                                |
|                                                          |                                                |                                                |                                                |
| Secretaría de Hacienda, Finanzas y Modernización         | CPN. Ariel Fernando Zaracho                    | Extrapartidario                                |                                                |
|                                                          |                                                |                                                |                                                |
| Secretaría de Desarrollo Social                          | Sr. Luis Meza Sra. Lorena Báez                 | PANU Extrapartidaria                           |                                                |
|                                                          |                                                |                                                |                                                |
| Secretaría de Salud, Ambiente y Desarrollo Humano        | Dr. Carlos Harfuch                             | Extrapartidario                                |                                                |
|                                                          |                                                |                                                |                                                |
| Secretaría de Turismo, Educación y Cultura               | Prof. Samuel Monzón Geneyro                    | PJ                                             |                                                |
|                                                          |                                                |                                                |                                                |
| Secretaría de Coordinación y Asuntos Institucionales     | Dr. Guillermo Chas                             | Extrapartidario                                |                                                |
|                                                          |                                                |                                                |                                                |
| Secretaría de Desarrollo Económico, Producción y Trabajo | Ing. Sixto Benítez                             | PANU                                           |                                                |
|                                                          |                                                |                                                |                                                |
| Secretaria de Desarrollo Urbano y Obras Públicas         | Sr. Juan Altamiranda                           | PANU                                           |                                                |
|                                                          |                                                |                                                |                                                |
| Secretaría de Deportes, Juventud y Adultos Mayores       | Prof. Edgar Zaracho                            | PL                                             |                                                |

En 2021 se presentó para la reelección, nuevamente a través de la Alianza Frente Guazú, siendo su candidato a viceintendente el dirigente del radicalismo y ex convencional constituyente local Alejandro Sonza, consagrándose ganador con el 45% de los votos válidos emitidos e imponiéndose así a la lista del peronismo liderada por su actual viceintendente, Héctor Báez, que obtuvo el 31% y a una facción de Encuentro por Corrientes encabezada por la médica Lía Almirón, Directora del Hospital San Vicente de Paul, que alcanzó el 23% de las preferencias. Su segundo mandato comenzó el 10 de diciembre de 2021 y se extenderá hasta el 10 de diciembre de 2025.